# Apeadero de Escoural
El Apeadero de Escoural es una plataforma cerrada de la Línea de Alentejo, que servía a la localidad de Santiago do Escoural, en el ayuntamiento de Montemor-o-Novo, en Portugal.

## Historia
Este apeadero se encuentra en el tramo entre Vendas Novas y Évora de la entonces denominada Línea del Sur, que abrió a la explotación el 14 de septiembre de 1863.
En 1933, el edificio de pasajeros fue objetivo de obras de reparación y mejoras, por parte de la Compañía de los Caminhos de Ferro Portugueses. Al año siguiente, la Comisión Administrativa del Fondo Especial de Ferrocarriles aprobó la realización de obras en las vías en esta estación, con el fin de obtener un apartadero.